# 中国国际经济贸易仲裁委员会
中国国际经济贸易仲裁委员会（英語：China International Economic and Trade Arbitration Commission，CIETAC），简称“贸仲委”，是设在中国国际贸易促进委员会内的受理中华人民共和国对外经济贸易争议案件的常设商事仲裁机构。

## 简介
根据1954年5月6日中央人民政府政务院第215次会议通过的《关于在中国国际贸易促进委员会内设立对外贸易仲裁委员会的决定》，1956年4月成立“对外贸易仲裁委员会”。
1980年2月26日改名为“对外经济贸易仲裁委员会”，受理案件的范围扩大到有关中外合资经营企业、外国来华投资建厂、中外银行相互信贷等各种对外经济合作方面所发生的争议。
1988年6月21日国务院《关于将对外经济贸易仲裁委员会改名为中国国际经济贸易仲裁委员会和修订仲裁规则的批复》，对外经济贸易仲裁委员会改为中国国际经济贸易仲裁委员会。
2000年，中国国际经济贸易仲裁委员会同时启用中国国际商会仲裁院的名称。 

## 机构设置
- 秘书局
- 仲裁院
- 专家咨询委员会
- 案例编辑委员会
- 仲裁员资格审查考核委员会
- 发展委员会

## 国际公约
《承认及执行外国仲裁裁决公约》(1958年《纽约公约》)于1987年对中国生效，中国作出了商事保留和互惠保留。

## 仲裁规则
贸仲委第一套《仲裁程序暂行规则》制定于1956年，之后于1988年、1993年、1995年、1999年、2005年和2012年进行了修改，其现行有效的《仲裁规则》自2015年1月1日起施行，与国际上主要仲裁机构的仲裁规则基本相同。